# 貝爾納謝克島
貝爾納謝克島是奧地利的島嶼，位於該國北部的因河河道上，由謝爾丁縣負責管轄，長0.15公里、寬0.03公里，面積0.38公畝，島上無人居住。